# Il Bolshoi Ballet
Il Bolshoi Ballet (The Bolshoi Ballet) è un film del 1957 diretto da Paul Czinner.